# Ойум

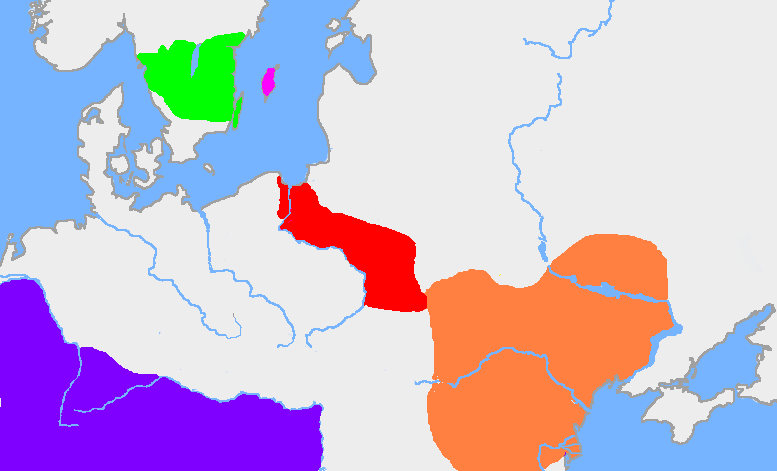
Оранжевым окрашена территория распространения черняховской культуры в III веке

Ойум (гот. Aujom) — согласно готскому историку Иордану, часть Скифии, в которую привёл народ готов их король Филимер, сын Гедариха, привлечённый «великим обилием тех краёв». По словам историка, эта местность «окружена зыбкими болотами и омутами». Прежде готов её занимал народ спалов (название которого, по-видимому, сохранилось в славянском слове «исполин»). П. Рейнеке и некоторые другие историки в археологическом плане связывают Ойум с черняховской культурой.

## Локализация
Ойум традиционно локализуется в Приднепровье. Е. Ч. Скржинская отождествляет Ойум со скифской Гилеей (левобережье нижнего Днепра). Не исключено, что именно вследствие расселения по разные стороны Днепра произошло разделение готского народа на остготов и вестготов. Первыми правил род Амалов, вторыми — род Балтов.
В. В. Седов на основании археологических находок локализует Ойум (гот. Aujom «водная страна», нем. Aue «территория, окруженная водой, болотистая местность») в районе, ограниченном с востока Пинскими болотами, с севера Наревскими болотами, с запада — болотистой местностью на пограничье с Любельщиной, поскольку, по данным археологии, путь готов из вельбарской культуры проходил восточней Вислы до среднего Днестра, где они и разделились.

## Источники

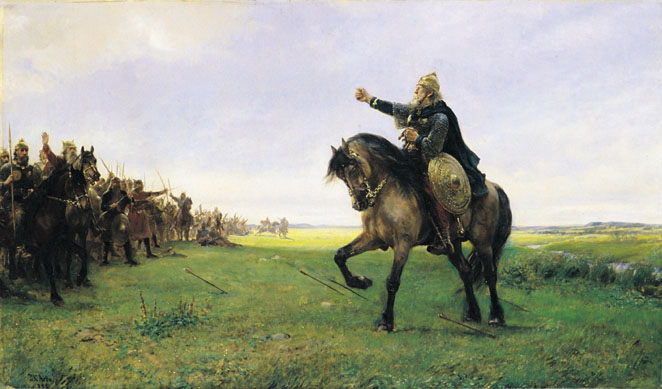
Готский вождь вызывает гуннов на бой (полотно П. Н. Арбо, 1886)

## Гибель
Воспользовавшись кризисом римской государственности в III веке, готы после нескольких десятилетий столкновений вынудили Аврелиана вывести римских солдат из Дакии. Для собственной защиты от кочевников, возможно, были ими возведены Змиевы валы.
В последней трети IV века, при Германарихе, под давлением наступающих с востока орд гуннов готы были вынуждены покинуть Ойум и пересечь границы Римской империи. Кульминацией готского вторжения стал разгром императорской армии при Адрианополе в 378 году.

## В германском эпосе
В Саге об Инглингах упоминается о Великой или Холодной Швеции к северу от Чёрного моря. Самая известная река этой страны Танаис, в низовьях которого расположена страна Ванов, а к востоку Асгард.